# Кім Сон Гак
Кім Сон Гак (кор. 김승학; нар. 17 лютого 1993) — південнокорейський борець греко-римського стилю, бронзовий призер чемпіонату світу, бронзовий призер чемпіонату Азії.

## Життєпис
Боротьбою почав займатися з 2005 року. У 2013 році став бронзовим призером чемпіонату Азії серед юніорів.
Виступає за борцівський клуб «Сон Сін» Сеул. Тренер — Бан Де Ду.

## Спортивні результати на міжнародних змаганнях

### Виступи на Чемпіонатах світу
| Змагання                        | Збірна         | Вагова категорія                 | Місце  |
| ------------------------------- | -------------- | -------------------------------- | ------ |
| Чемпіонат світу з боротьби 2015 | Південна Корея | греко-римська боротьба, до 59 кг | 7      |
| Чемпіонат світу з боротьби 2017 | Південна Корея | греко-римська боротьба, до 59 кг | Бронза |
| Чемпіонат світу з боротьби 2018 | Південна Корея | греко-римська боротьба, до 60 кг | 28     |
| Чемпіонат світу з боротьби 2019 | Південна Корея | греко-римська боротьба, до 60 кг | 19     |

### Виступи на Чемпіонатах Азії
| Змагання                       | Збірна         | Вагова категорія                 | Місце  |
| ------------------------------ | -------------- | -------------------------------- | ------ |
| Чемпіонат Азії з боротьби 2015 | Південна Корея | греко-римська боротьба, до 59 кг | 5      |
| Чемпіонат Азії з боротьби 2018 | Південна Корея | греко-римська боротьба, до 60 кг | 7      |
| Чемпіонат Азії з боротьби 2021 | Південна Корея | греко-римська боротьба, до 60 кг | Бронза |

### Виступи на Азійських іграх
| Змагання           | Збірна         | Вагова категорія                 | Місце |
| ------------------ | -------------- | -------------------------------- | ----- |
| Азійські ігри 2018 | Південна Корея | греко-римська боротьба, до 60 кг | 9     |

### Виступи на інших змаганнях
| Змагання                                                         | Збірна         | Вагова категорія                 | Місце  |
| ---------------------------------------------------------------- | -------------- | -------------------------------- | ------ |
| Гран-прі Німеччини з боротьби 2012                               | Південна Корея | греко-римська боротьба, до 55 кг | Золото |
| Міжнародний турнір Ньюйоркського атлетичного клубу 2013          | Південна Корея | греко-римська боротьба, до 55 кг | Срібло |
| Гран-прі Іспанії з боротьби 2014                                 | Південна Корея | греко-римська боротьба, до 59 кг | 5      |
| Гран-прі Іспанії з боротьби 2015                                 | Південна Корея | греко-римська боротьба, до 59 кг | Бронза |
| Меморіал Болата Турлиханова 2015                                 | Південна Корея | греко-римська боротьба, до 59 кг | 9      |
| Олімпійський кваліфікаційний турнір з боротьби 2016 (Астана)     | Південна Корея | греко-римська боротьба, до 59 кг | 5      |
| Олімпійський кваліфікаційний турнір з боротьби 2016 (Улан-Батор) | Південна Корея | греко-римська боротьба, до 59 кг | Золото |
| Кубок Владислава Пітласинські 2016                               | Південна Корея | греко-римська боротьба, до 66 кг | 19     |
| Міжнародний меморіал Дейва Шульца 2017                           | Південна Корея | греко-римська боротьба, до 60 кг | Золото |
| Турнір Г. Картозія і В. Балавадзе 2018                           | Південна Корея | греко-римська боротьба, до 60 кг | Бронза |
| Гран-прі Загреба з боротьби 2019                                 | Південна Корея | греко-римська боротьба, до 60 кг | 5      |
| Гран-прі Угорщини з боротьби 2019                                | Південна Корея | греко-римська боротьба, до 60 кг | Золото |
| Турнір міста Сассарі з боротьби 2019                             | Південна Корея | греко-римська боротьба, до 60 кг | Золото |
| Меморіал Олега Караваєва 2019                                    | Південна Корея | греко-римська боротьба, до 60 кг | Золото |

### Виступи на змаганнях молодших вікових груп
| Змагання                                      | Збірна         | Вагова категорія                 | Місце  |
| --------------------------------------------- | -------------- | -------------------------------- | ------ |
| Чемпіонат світу з боротьби серед юніорів 2012 | Південна Корея | греко-римська боротьба, до 55 кг | 5      |
| Чемпіонат Азії з боротьби серед юніорів 2013  | Південна Корея | греко-римська боротьба, до 55 кг | Срібло |
| Чемпіонат світу з боротьби серед юніорів 2013 | Південна Корея | греко-римська боротьба, до 55 кг | 14     |